# Alfred Godchaux
Pour les articles homonymes, voir Godchaux.
Alfred Godchaux, né le 24 janvier 1839 à Paris (ancien 1er arrondissement) et mort le 3 mai 1907 à Reims, est un peintre français.

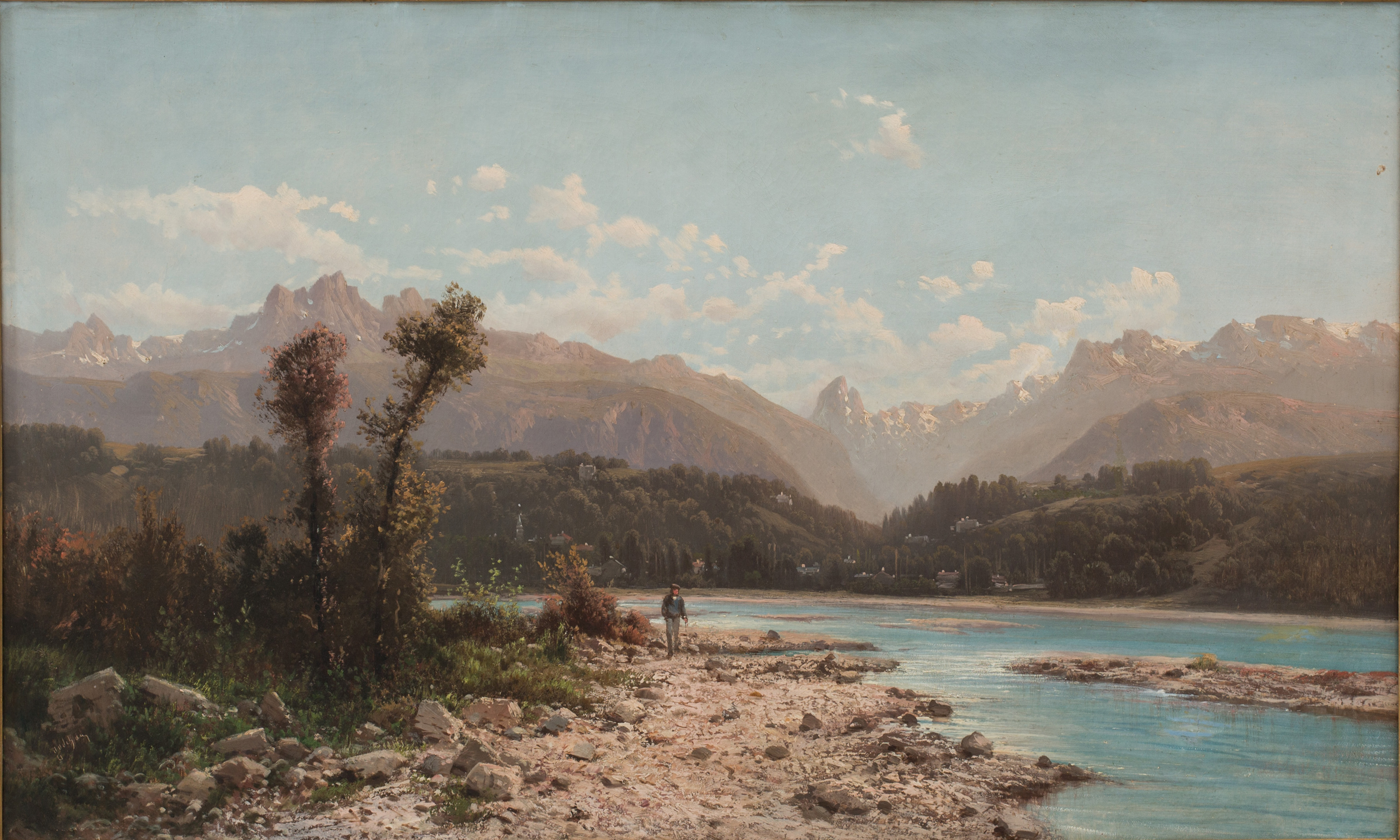
Alfred Godchaux, Paysage, huile sur toile.

## Biographie
Alfred Godchaux est né à Paris dans l'Île de la Cité le 24 janvier 1839,,. Il a vécu à Pau, à Orléans, et rue de Vesle à Reims à son décès. Selon les notices des catalogues d'expositions auxquelles il a participé, il a été l'élève de Gustave Courbet. 
Ses fils Eugène (1878-1956), et Henri Godchaux (1881-1919), sont également peintres. 
Il est parfois confondu avec l'un d'eux, Eugène, dit Émile Godchaux. Les deux artistes privilégient des sujets similaires, en particulier les paysages pyrénéens et les marines. Néanmoins, l'œuvre d'Alfred Godchaux comprend également des vues de Constantinople, de l'Italie, notamment de Venise, et de la Bretagne. 
À partir de 1880, Alfred Godchaux est membre de la section sud-ouest du Club alpin français alors présidée par Franz Schrader.  
Le chroniqueur d'art Paul Eudel lui consacre un chapitre et le décrit comme un personnage pittoresque et hâbleur, peignant et vendant ses toiles en public.   

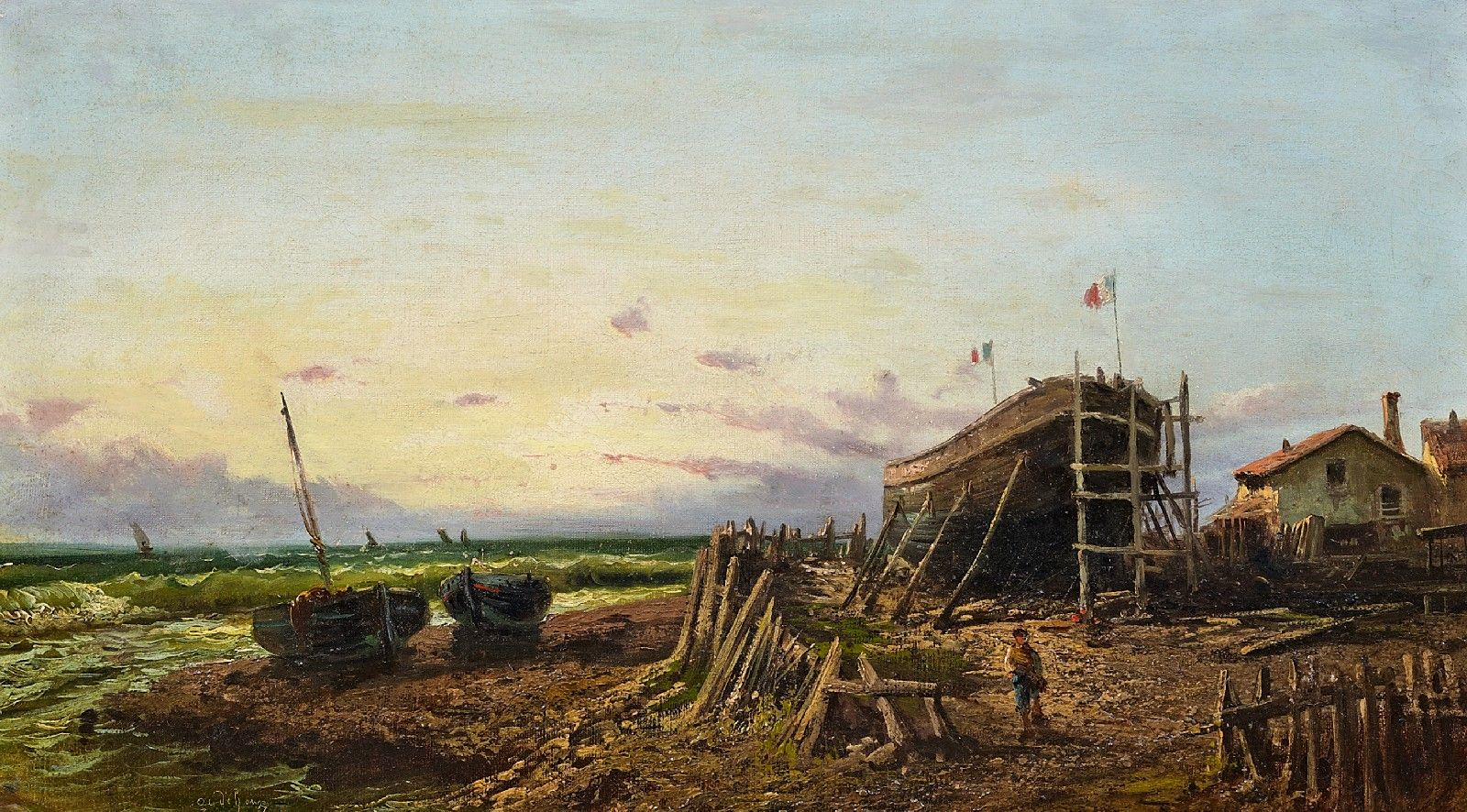
Alfred Godchaux, Chantier naval, huile sur toile.

## Expositions et œuvres
Certaines de ses œuvres ont été présentées lors d'expositions collectives et de salons :
- Salon de la Société des amis des arts de Pau, 1878, Bateaux de pêche à marée basse, Moutons à l'étable,
- Exposition des Beaux-Arts, Château de Blois, 1883, Côte basque de Biom, Environs de la Cascade Valentin près Eaux-Bonnes, Panorama de Pau, Un petit port espagnol près Fontarabie, marée basse,

- Exposition Internationale, Toulouse, 1887, Un paquebot à l'entrée de la Gironde,

- Salon de l'Union artistique, galeries du Capitole, Toulouse, 1895, Barque de pêche recevant un grain (mer de Biarritz).

Œuvres dans des collections permanentes :
- La côte basque, 1878, Musée pyrénéen, Lourdes,
- Vallée d'Ossau, Musée pyrénéen, Lourdes,
- Barque sur le rivage par beau temps, Musée du Cloître de Tulle,
- Tempête en mer, 1885, musée maritime de l'Ile Tatihou.